# Wybrane Teksty z Historii Filozofii
Wybrane Teksty z Historii Filozofii – seria wydawnicza utworzona w 1959 roku w ramach Państwowego Wydawnictwa Naukowego mająca na celu udostępnienie polskiemu czytelnikowi klasycznej literatury filozoficznej - zarówno z dziedziny filozofii powszechnej, jak również filozofii polskiej w formie antologii redagowanych przez filozofów związanych z UW oraz IFiS PAN.

## Tomy wydane
1. Filozofia XVII wieku : Francja, Holandia, Niemcy, wyboru dokonał, wstępem i przypisami opatrzył Leszek Kołakowski, (1959);
2. Filozofia francuskiego oświecenia, wyboru dokonał oraz wstępem i przypisami opatrzył oraz tł. Bronisław Baczko, (1961);
3. Myśl amerykańskiego oświecenia, wyboru dokonali Wiesław Furmańczyk i Iwona Sowińska ; wstępem poprzedził: Piotr Graff; przypisami opatrzyli Piotr Graff i Danuta Petsch, (1964);
4. Polska myśl filozoficzna : Oświecenie, Romantyzm, wyboru dokonali oraz wstępami opatrzyli Henryk Hinz i Adam Sikora, (1964);
5. Filozofia egzystencjalna, wyboru dokonali oraz wstępami opatrzyli Leszek Kołakowski i Krzysztof Pomian, (1965);
6. Filozofia włoskiego Odrodzenia, wyboru dokonał oraz wstępem i przypisami opatrzył Andrzej Nowicki, (1967);
7. Filozofia starożytna Grecji i Rzymu, teksty wybrał i wstępem poprzedził Jan Legowicz, (1968, 1971);
8. Myśl filozoficzno-religijna reformacji XVI wieku, wyboru dokonał, oprac., notą wstępną i przypisami opatrzył Lech Szczucki; teksty przeł.: Juliusz Domański et al., (1972);
9. Filozofia niemieckiego Oświecenia, wyboru dokonali oraz wstępem poprzedzili Tadeusz Namowicz, Karol Sauerland, Marek J. Siemek, (1973);
10. Filozofia francuskiego Odrodzenia, wyboru dokonał oraz wstępem i przypisami opatrzył Andrzej Nowicki, (1973);
11. Współczesna filozofia włoska, teksty wybrał, przeł., wstępem i komentarzem opatrzył Andrzej Nowicki, (1977);
12. Filozofia francuska XIX wieku, wyboru dokonała oraz wstępem, notami i koment. opatrzyła Barbara Skarga, (1978);